# Армейски генерал
Армейски генерал е военно звание, използвано в много страни, включително и България (от 1945 г. до 1998 г.), за да се отбележи генерал, назначен за главнокомандващ на армия. В мирно време това е най-високият ранг.
Пагонът на армейски генерал е петлъчна бродирана звезда с диаметър 50 mm, но в България е бил означаван по образец от СССР.
За Общността на нациите, САЩ и България (след 1998 г.) еквивалентен ранг на армейски генерал е генерал.
Армейски генерал не трябва да се бърка с ранг генерал на армията. Това е по-високо звание, еквивалентно на маршал или фелдмаршал.